# Enzo Vecciarelli
O tenente-General Enzo Vecciarelli é um oficial da Força Aérea Italiana que serviu como Chefe da Força Aérea italiana de 2016 a 2018.